# Georges Tzipine
Georges Samuel Tzipine, né le  22 juin 1907 dans le 18e arrondissement de Paris et mort le 5 décembre 1987 à Garches, est un chef d'orchestre et un compositeur français.

## Biographie
D'abord violoniste, il fonde vers 1935 avec son frère Joseph et Boris Golschmann le Trio Tzipine, et se consacre à partir de 1931 à la direction d'orchestre. Il travaille d'abord pour la Radiodiffusion française, puis dès 1945, comme chef invité, entre autres pour les Ballets russes et pour les Ballets Roland Petit. Il compose également quelques musiques de films (Le Rat des villes et le Rat des champs en 1926, Coq en pâte en 1951, Les Amoureux de Marianne de Jean Stelli en 1954, l'accompagnement musical de films de Laurel et Hardy comme Les Trois mariages de Laurel et Hardy qui est un montage français de quatre courts métrages Justes Noces, Quelle bringue!, Quand les poules rentrent au bercail et Toute la vérité…)
Il enregistre pour la marque Pathé de nombreuses œuvres du répertoire français contemporain : Henry Barraud, le Groupe des Six, Jean-Michel Damase, Jean Rivier, René Challan, Samson François… Mais aussi Arthur Honegger ou Johann Christoph Vogel.
Il dirigea notamment : l'orchestre de l'O.R.T.F., le B.B.C. Philharmonic, l'orchestre philharmonique de Belgrade puis le Victoria Symphony Orchestra de Melbourne (entre 1960 et 1965).
Mort à l'âge de 80 ans, Georges Tzipine était marié à Vera Bishop, une anglaise originaire de Sheffield, et avait un fils, Jacques, médecin et décédé en 1970 à 32 ans laissant son épouse Martine (née Custer) et ses 2 enfants Richard et Diane.
Il est enterré au cimetière ancien de Neuilly-sur-Seine.

## Compositeur de musique de films
- 1949 : Vive la grève, court métrage, Robert Péguy
- 1951 : Épouse ma veuve, court métrage, de Maurice Cam
- 1953 : Les Amoureux de Marianne, de Jean Stelli
- 1960 : Les années folles, documentaire de Henri Torrent